# Operazione Acrobat
L'operazione Acrobat fu un piano di operazione programmato dagli Alleati durante la campagna del Nordafrica che avrebbe dovuto essere attivato all'inizio del 1942 per sfruttare la prevista vittoria nell'operazione Crusader.
Il piano di operazioni "Acrobat", che prevedeva un attacco diretto in Tripolitania per completare rapidamente la conquista della Libia, dovette essere annullato a causa dell'andamento generale della battaglia in Nordafrica e della imprevista controffensiva delle forze italo-tedesche del generale Erwin Rommel nel gennaio 1942.

## Descrizione
I programmi dello Stato maggiore Imperiale prevedevano che l'operazione Acrobat venisse effettuata solo dopo la riuscita dell'operazione Crusader e che avrebbe dovuto portare l'Ottava armata britannica al comando del generale Claude Auchinleck e dal tenente generale Sir Alan Cunningham dalla Cirenaica fino a Tripoli nella Tripolitania, mentre il corpo di spedizione preparato in Gran Bretagna con due divisioni di fanteria e una divisione corazzata; di seguito doveva avvenire lo sbarco in Algeria e Marocco, ovvero l'operazione Gymnast il tutto per poi approdare in Sicilia mediante l'operazione Whipcord. Era prevista la sua realizzazione per dicembre 1941 - gennaio 1942.
Alla fine dell'operazione Crusader le Potenze dell'Asse erano esauste e logisticamente impoverite data la loro ritirata dalla costa della Cirenaica via Derna, Barce e Bengasi a El-Agheila nell'angolo sud-orientale del golfo della Sirte, dove si fermarono il 31 dicembre 1941 per riorganizzarsi anche grazie al fatto che le loro linee di rifornimento si erano accorciate. Le forze britanniche si spostarono verso ovest incalzando le forze dell'Asse attraverso l'altopiano Gebel el-Achdar sita nei pressi di Bengasi. Queste si reincontrarono a Agedabia il 25 dicembre, e poi avanzare insieme per raggiungere entro il 5 gennaio 1942 El-Agheila. Con i loro malridotti veicoli, le truppe stanche e le loro linee di rifornimento sproporzionatamente estese, gli inglesi abbandonarono le loro speranze di una buona riuscita quando si fermarono molto vicini alle forze dell'Asse; tutti i pensieri di un'avanzata per l'operazione Acrobat furono abbandonati.
Le forze dell'Asse recuperarono la loro capacità di combattimento molto più rapidamente rispetto alle forze britanniche e presero l'iniziativa di attaccare il 21 gennaio 1942.
L'andamento disastroso per gli alleati delle operazioni in Nordafrica all'inizio del 1942 aveva tuttavia costretto i capi anglo-sassoni a rinunciare in primis a questa operazione, ma anche la consecutiva operazione Super-Gymnast che era stata stabilita inizialmente per il 15 aprile 1942 saltò.
Le Potenze dell'Asse erano estremamente contente di aver sotterrato l'operazione Acrobat soprattutto poiché avevano spostato così lo sbarco alleato in Marocco e in Algeria.